# Le Beulay
 Le Beulay  es una población y comuna francesa, en la región de Lorena, departamento de Vosgos, en el distrito de Saint-Dié-des-Vosges y cantón de Provenchères-sur-Fave.

## Demografía
| 83 | 100 | 90 | 89 | 118 | 116 |
| Para los censos de 1962 a 1999 la población legal corresponde a la población sin duplicidades (Fuente: INSEE [Consultar]) |     |    |    |     |     |